# Graham Greene (acteur)
Pour les articles homonymes, voir Greene et Graham Greene (homonymie).

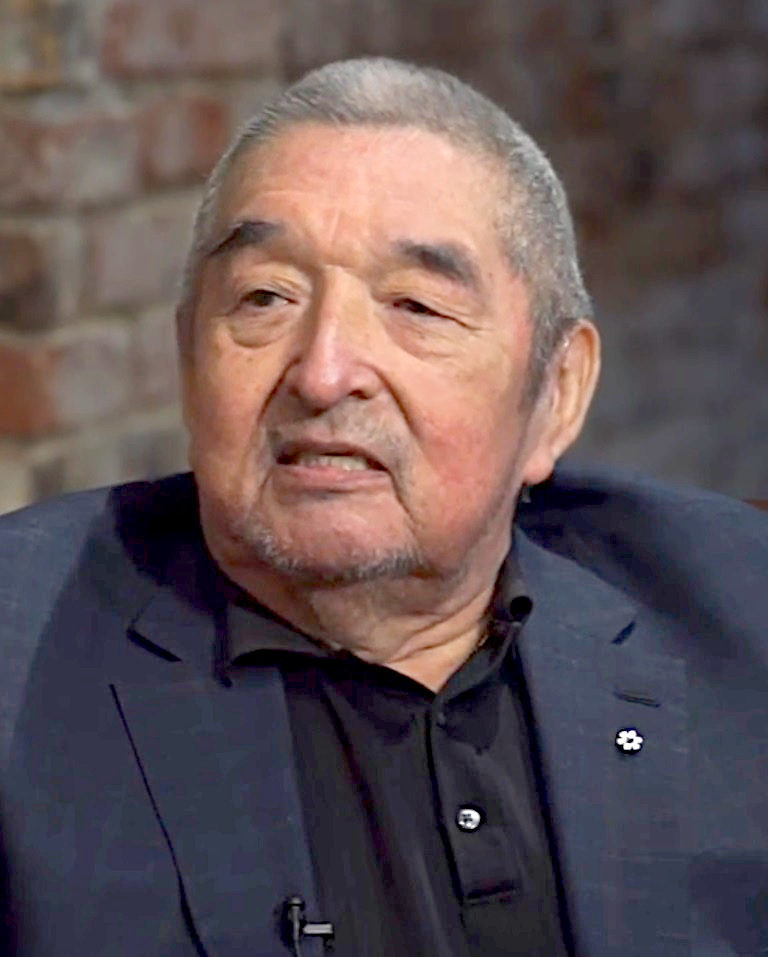
Greene en 2022

Graham Greene est un acteur canadien, né le 22 juin 1952 dans la réserve des Six Nations (Ontario).

## Biographie
D'origine amérindienne onneiout, issue du peuple iroquois, il est le fils de Lilian et John Greene, ambulancier et ouvrier d'entretien. Il passe le début de sa vie d'adulte à Hamilton et travaille d'abord comme technicien audio pour un groupe de rock. Diplômé du Centre for Indigenous Theatre's Native Theatre School program en 1974, il commence à faire des apparitions à l'écran au Canada puis en Angleterre.

## Filmographie

### Cinéma
- 1983 : Running Brave
- 1985 : Révolution : Ongwata
- 1989 : Powwow Highway
- 1990 : Danse avec les loups : Oiseau Bondissant
- 1991 : Clearcut
- 1992 : The Last of His Tribe
- 1992 : Cœur de tonnerre : Walter Crow Horse
- 1993 : Cooperstown
- 1993 : Huck and the King of Hearts
- 1993 : Benefit of the doubt : Calhoun
- 1994 : Camilla  : Hunt Weller
- 1994 : Medicine River
- 1994 : Maverick : Joseph
- 1995 : Une journée en enfer : Joe Lambert
- 1996 : The Outer Limits: The Light Brigade
- 1997 : The Education of Little Tree
- 1998 : Shattered Image
- 1999 : Grey Owl
- 1999 : La Ligne verte : Arlen Bitterbuck
- 1999 : Shadow Lake
- 2001 : Rebelles (Lost and Delirious) de Léa Pool : Joseph Menzies
- 2002 : Duct Tape Forever
- 2002 : Skins
- 2002 : Chiens des neiges
- 2003 : Shattered City: The Halifax Explosion
- 2004 : A Thief of Time
- 2005 : Transamerica : Calvin Many Goats, l'éleveur de chevaux
- 2005 : Spirit Bear: The Simon Jackson Story
- 2007 : Christmas in the Clouds
- 2007 : Jeunes Mariés (Just Buried) : Henry Sanipass
- 2009 : Twilight, chapitre II : Tentation : Harry Clearwater
- 2013 : Atlantic Rim : amiral Hadley (directement en dvd)
- 2013 : Maïna de Michel Poulette : Chef Innu Mishtenapuu
- 2014 : Un amour d'hiver (Winter's Taled) d'Akiva Goldsman : Humpstone John
- 2017 : Le Chemin du pardon (The Shack) de Stuart Hazeldine : Papa
- 2017 : Wind River de Taylor Sheridan : Ben
- 2017  : Le Grand Jeu (Molly's Game) d'Aaron Sorkin : Juge Foxman
- 2018 : Through Black Spruce : Leo
- 2019 : Astronaut de Shelagh McLeod (en) : Len
- 2021 : Le Loup et le Lion : Joe
- 2021 : Affamés (Antlers) de Scott Cooper : Warren Stokes

### Télévision
- 1979 : The Great Detective: The Black Curse (série télévisée)
- 1984 : Spirit Bay (série télévisée)
- 1988 : 9B (série télévisée canadienne)
- 1992 : Arabesque, épisode La Nuit du coyote (saison 9, ép. 6)
- 1994 : The Adventures of Dudley the Dragon : M. Crabby
- 1994 : Arabesque, épisode Escale imprévue (saison 10, ép. 11)
- 1996 : Le Lac Ontario : Chingachgook
- 2003 : Coyote attend : Slick Nakai
- 2005 : Numb3rs : Chef James Clearwater (série télévisée)
- 2005 : Into the West : Conquering Bear (mini-série télévisée)
- 2007 : Luna l'orque
- 2013-2015 : Defiance : Rafe McCawley (série télévisée)
- 2014-2016 : Longmire : Malachi Strand
- 2017 : Riverdale : Thomas Topaz (saison 2, ép. 11)
- 2019 : Projet Blue Book : David (saison 1, ép.7)
- 2019 : Goliath : Joe Littlecrow (saison 3)
- 2021 : American Gods : Whiskey Jack (saison 3, ép. 1 et 2)
- 2021 : 1883 : Spotted Eagle
- 2023 : The Last of Us : Marlon (saison 1)
- 2024 : Echo : Skully

### Jeux vidéo
- 2018 : Red Dead Redemption 2

## Distinctions

### Récompenses
- Prix Gemini 1994 : Meilleur acteur dans un programme ou une série pour la jeunesse pour The Adventures of Dudley the Dragon

### Nominations
- Oscars 1991 : Meilleur acteur dans un second rôle pour Danse avec les loups
- Prix Gemini  1994 : Meilleur acteur dans un programme ou une série pour la jeunesse pour North of 60